# Rohotna (gmina)
Rohotna – dawna gmina wiejska istniejąca do 1939 roku w woj. nowogródzkim (obecnie na Białorusi). Siedzibą gminy była Rohotna (372 mieszk. w 1921 roku).
W okresie międzywojennym gmina Rohotna należała do powiatu słonimskiego w woj. nowogródzkim. 1 kwietnia 1929 roku do gminy Rohotna przyłączono część obszaru gminy Kozłowszczyzna.
Po wojnie obszar gminy Rohotna wszedł w struktury administracyjne Związku Radzieckiego.
Nie mylić z gminą Rohoźna.